# Самоправедность
Самопра́ведность, самодово́льство — чувство или самодовольная демонстрация морального превосходства, проистекающая из ощущения, что убеждения, поступки или пристрастия человека являются более доброжелательными, чем у среднестатистического человека. Самодовольные люди часто нетерпимы к мнению и поведению других. Синонимами являются ханжество, сентиментальность и святость.
Термин «самоправедный» часто и несправедливо считается унизительным, например, описание самоправедности, данное журналистом и публицистом Джеймсом Фэллоузом в отношении лауреатов Нобелевской премии мира.
Проявляется в самых разных формах, таких как аррогантность, высокомерие, навязывание своих взглядов, осуждение или презрение к тем, кто не соответствует собственным стандартам. Обычно связана с гиперкомпенсацией, когда человек пытается скрыть свои недостатки или комплексы за фасадом моральности.
Часто рассматривается как отрицательное или нежелательное качество, поскольку, в частных случаях, может приводить к конфликтам, нетерпимости, фанатизму или лицемерию. Также часто мешает саморазвитию и самокритике, поскольку самодовольный человек редко признаёт свои ошибки или недостатки.

## Религия
В религиозном контексте самоправедность означает претензию на праведность без основания на божественном откровении или благодати. Самоправедный человек полагается на свои собственные усилия или заслуги для спасения, игнорируя волю Бога или Его заповеди. Противопоставляется истинной праведности, которая основана на вере в Бога и Его слово.

## Психология
В психологии самоправедность может быть рассмотрена как одна из форм когнитивного искажения или смещения, при переоценке и завышении личных моральных ценностей или недооценивании моральных ценностей других людей. Связана с эффектом лучшего[неизвестный термин], когда человек считает себя лучше других по разным параметрам, в том числе по моральным.
Некоторые факторы, которые могут способствовать развитию самоправедности, это социальная идентичность, групповая принадлежность, культурные ценности, образование, личный опыт и эмоциональное состояние. Самоправедность используется индивидом как защитный механизм по снижению угрозы для самооценки или для рационализации своих действий.
Существуют различные способы преодоления или уменьшения самоправедности, воспитания таковой черты характера или личности, такие как: развитие эмпатии, открытости, гумильности[неизвестный термин], самосознания и критического мышления. Также полезно признавать свою ограниченность, слабости и ошибки, а также уважать разнообразие мнений и ценностей других людей в социуме.